# Casa de Miranda
La Casa de Miranda es un palacio renacentista de la ciudad española de Burgos ubicado en un espacio urbano en la calle Calera, realizado en 1545 para servir de residencia al canónigo de la catedral, abad de Salas en esta misma catedral y protonotario apostólico,  Francisco de Miranda Salón y España, hijo de Pedro de Miranda Salón y de Isabel de España y Castillo, probablemente la edificación fue dirigida por el arquitecto Juan de Vallejo.

## Descripción

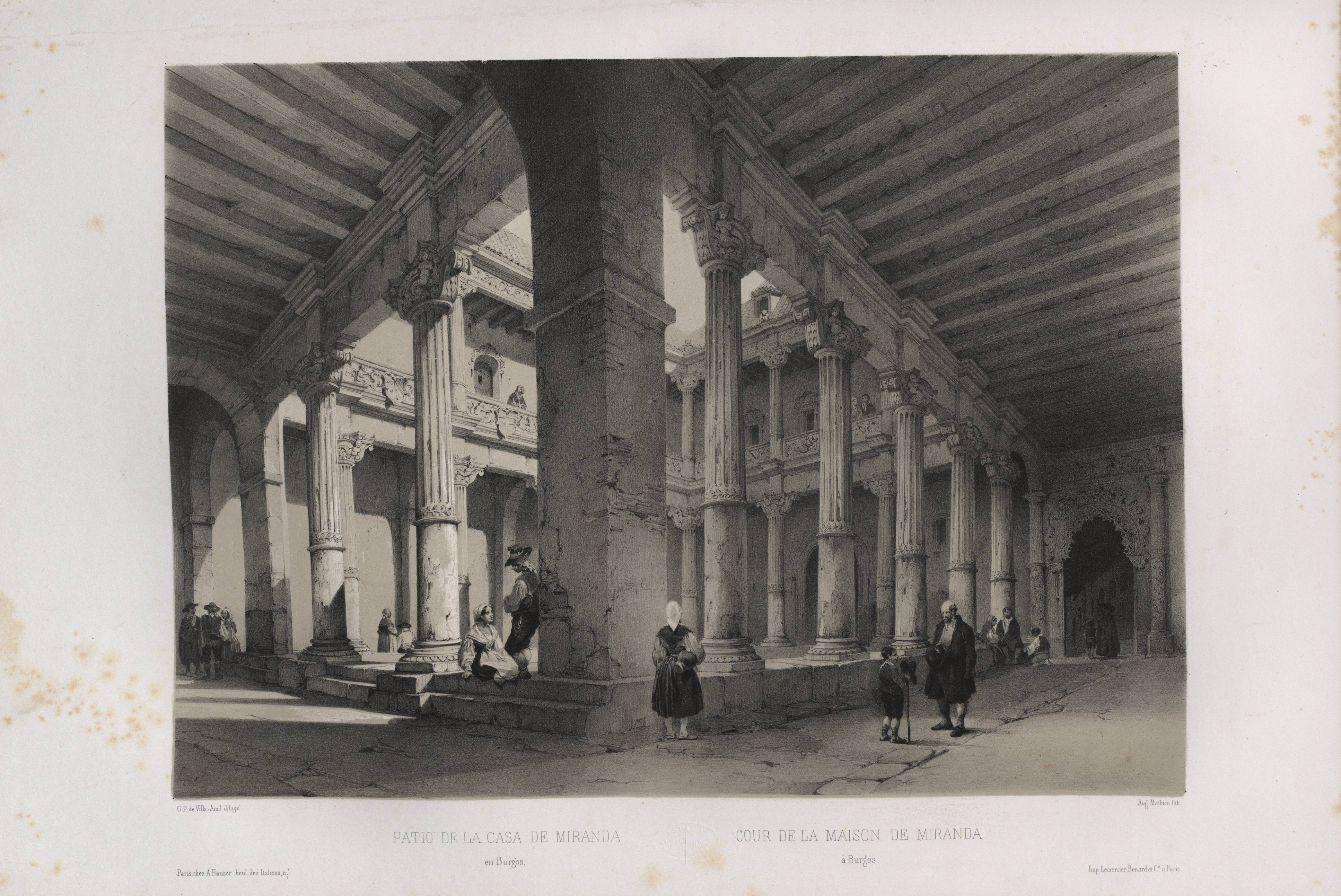
Patio interior dibujado por Jenaro Pérez Villaamil (España artística y monumental, 1844)

La adquisición de los terrenos para su construcción se verificó el día 29 de abril de 1543. Ocupa un inmueble de tres alturas siendo la primera planta de piedra de sillería y las dos superiores de ladrillo. Cuenta con dos fachadas, la principal en la que se sitúa la portada monumental a base de dobles columnas que enmarcan la puerta con arco de medio punto, y sobre ella un entablamento y una ventana ricamente decorados. Existen tres escudos heráldicos; dos con las armas de los Miranda Salón, el del fundador del edificio, en el centro, con el capelo y borlas abaciales, y a su derecha otro con celada o morrión.
El palacio se articula en torno a un patio central con doble piso de galerías soportadas por capiteles y zapatas. Destaca la decoración tanto de los antepechos de la segunda galería como del friso y de las gárgolas que soportan el alero del tejado. De las tres escaleras con las que llegó a contar el edificio se conserva la escalera monumental cubierta con bóveda de cañón y crucería.
El palacio permaneció en manos de la familia Miranda hasta el siglo XVIII, momento en que fue transformado en casa de vecinos. En el año 1942 se iniciaron las obras para acondicionarlo como sede del Museo de Burgos. En la actualidad se han adquirido la Casa Melgosa y los cines Calatravas para proceder a la futura ampliación del Museo.